# Південний Судан на літніх Олімпійських іграх 2020
Південний Судан на літніх Олімпійських іграх 2020 представляли два спортсмени в одному виді спорту.